# MC Entertainment
МС Entertainment («Эм Си Энтертейнмент») — компания-дистрибьютор, с 2000 по 2012 год выпускавшая и распространявшая в России лицензионную кино- и видеопродукцию из Японии, США, Германии, Великобритании, Китая, Таиланда, Южной Кореи и других стран.

## История
Компания была основана в 2000 году. Являлась соучредителем журнала «АнимеГид» и «Московских аниме-фестивалей».
До появления МС Entertainment прочие видеоиздатели выпускали аниме достаточно случайно и время от времени, так что компания фактически являлась монополистом на рынке японской анимации в России, пока в начале 2006 года не появился её первый конкурент, нацеленный исключительно на издание аниме, — XL Media, а затем — Mega-Anime и Reanimedia.
В начале 2012 года срок регистрации домена официального сайта компании закончился. Информация о продолжении деятельности компании с тех пор не появлялась.

## Список лицензий

### Аниме
На 2011 год были выпущены или готовились к изданию следующие фильмы и сериалы:
- Aachi & Ssipak (Ачи и Сипак: Убойный дуэт)
- Afro Samurai (Афросамурай)
- Ah! My Goddess! (Моя богиня!)
- Amazing Nurse Nanako (Невероятная Нанако)
- Angelic Layer (Арена Ангелов)
- Appleseed (Яблочное зёрнышко)
- Aquarion (Акварион)
- Armitage III: Poly-Matrix (Армитаж: Полиматрица)
  - Armitage III: Dual Matrix (Армитаж: Двойная матрица)
- BALDR FORCE EXE Resolution
- Berserk (Берсерк)
- Black Blood Brothers (Братство чёрной крови)
- Black Lagoon (Пираты «Чёрной лагуны»)
- Blue Submarine #6 (Последняя субмарина)
- Boy Who Saw The Wind (Парящий на ветру)
- Burn-Up! (Burn Up!)
  - Burn-Up Scramble
- Chobits (Чобиты)
- Chrono Crusade (Крестовый поход Хроно)
- Coyote Ragtime Show (Койот Рэгтайм)
- Cyborg 009 — The Cyborg Soldier (Киборг 009)
- Daphne in the Brilliant Blue (Дафна: Тайна сияющих вод)
- Darkside Blues (Тёмный мститель Дарксайд)
- Dead Leaves (Мёртвые листья: Звёздная тюряга)
- Devil May Cry (Демон против демонов)
- D.N.Angel (Код Ангела)
- El-Hazard: The Wanderers (Эль-Хазард: Странники)
- Elemental Gelade (Воздушные пираты)
- Elfen Lied (Эльфийская песнь)
- Ergo Proxy (Эрго Прокси)
- Final Fantasy: Unlimited (Последняя фантазия: Всемогущий)
- Final Fantasy VII: Advent Children (Последняя фантазия VII: Дети пришествия)
- Flying Phantom Ship (Летающий корабль-призрак)
- Full Metal Panic! (Стальная тревога)
  - Full Metal Panic Fumoffu (Стальная тревога? Фумоффу)
  - Full Metal Panic — The Second Raid
- Fushigi Yuugi (Таинственная игра)
- Ghost Hound (Охота на призраков)
- Ghost in the Shell 2: Innocence (Призрак в доспехах 2: Невинность)
  - Ghost in the Shell: Stand Alone Complex (Призрак в доспехах: Синдром одиночки)
- Giant Robo (Робот-гигант)
- Gilgamesh (Гильгамеш)
- Girls High (Старшеклассницы)
- Grave of the Fireflies (Могила светлячков)
- Gravitation (Gravitation: Парни со сцены)
- Great Teacher Onizuka (Крутой учитель Онидзука)
- Green Green (Жаркое лето)
- Grenadier Warrior of Smile (Гренадер — улыбающийся воин)
- Gungrave (Гангрейв)
- Gunslinger Girl (Школа убийц)
- Hammerboy (Хаммербой)
- Harmageddon (Хармагеддон)
- Hellsing (Хеллсинг)
- Hellsing Ultimate (Хеллсинг)
- I Wish You Were Here (Солдаты будущего)
- Ikki Tousen (Школьные войны)
- Indian Summer (Мой любимый робот)
- Iria Zeiram The Animation (Ирия: Зейрам)
- Jin-Roh (Оборотни)
- Jinki:Extend (Боевые роботы Дзинки)
- Kappa no Coo to Natsuyasumi (Волшебное лето)
- Karas (Карас)
- King of Bandit Jing (Приключения Джинга)
- Kishin Corps: Alien Defender Geo-Armor (Бронеотряд 1941)
- Kite (Кайт — девочка-убийца)
- Last Exile (Изгнанник)
- Lost Universe (Затерянная вселенная)
- Macross Plus (Макросс Плюс)
- Mahoromatic — Automatic Maiden (Махороматик: Автоматическая девушка)
- Manie — Manie (Лабиринт сновидений)
- Memories (Воспоминания о будущем)
- Mezzo Forte (Mezzo forte: Красотки-головорезы)
  - Mezzo DSA (MEZZO: Игра со смертью)
- Millennium Actress (Актриса тысячелетия)
- Mnemosyne no Musume-tachi (Дочери Мнемозины)
- My Beautiful Girl Mary (Страна Фантазий)
- Najica Blitz Tactics (Агент Наджика)
- Neon Genesis Evangelion (Евангелион)
- Night Warriors — Darkstalkers' Revenge (Ночные воины: Охотники на вампиров)
- Ninja Resurrection (Воскрешение ниндзя)
- Ninja Scroll (Манускрипт ниндзя)
  - Ninja Scroll: The Series (Манускрипт ниндзя: новая глава)
- Odin: Photon Sailor Starlight (Один: Космический корабль «Звёздный свет»)
- Origin: Spirits of the Past (Исток)
- Otogizoushi (Отогидзоси)
- Paranoia Agent (Агент Паранойи)
- Parasite Dolls (Хищные куклы)
- Patlabor: The Movie (Полиция будущего)
  - Patlabor 2: The Movie (Полиция будущего: Восстание)
  - Patlabor WXIII (movie 3) (Полиция будущего: Монстр)
- Prince of the North (Принц Севера)
- Project Blue (Проект «Земля „SOS“»)
- Puss in the boots (Кот в сапогах)
  - The Three Musketeers in Boots (Кот в сапогах на Диком Западе)
  - Puss-in-Boots: Travels Around the World in 80 Days (Кругосветное путешествие Кота в сапогах)
- Ragnarok: The Animation (Рагнарёк: The Animation)
- Read or Die (Прочти или умри)
- Sakura Wars, the Movie (Сакура: Война миров)
- Samurai 7 (7 самураев)
- Samurai Champloo (Самурай Чамплу)
- Shin Angyo Onshi (Повелитель призраков)
- Shin Hokuto no Ken (Кулак полярной звезды: Новая эра)
- Sin, the Movie (SIN: Создатели монстров)
- Slayers (Рубаки)
  - Slayers next (Рубаки Next)
  - Slayers try (Рубаки Try)
- Sol Bianca (Sol Bianca)
  - Sol Bianca: The Legacy (Sol Bianca: Сокровища погибших планет)
- Spriggan (Спригган)
- Starship Operators (Пилоты звёздных кораблей)
- Steamboy (Стимбой)
- The Twelve Kingdoms (Двенадцать королевств)
- The Five Star Stories (Герои пяти планет)
- Tree of Palme (Почти человек)
- Tokyo Godfathers (Однажды в Токио)
- Tokyo Majin Gakuen (Токийская школа магов)
- Urotsukidoji: Legend of the Over-Fiend (Уроцукидодзи. Легенда о сверхдемоне)
  - Shin chojin densetsu Urotsukidoji: Mataiden (Уроцукидодзи 2: Возвращение сверхдемона)
  - Chojin densetsu Urotsukidoji 3: Kanketsu jigoku hen (Уроцукидодзи 3: Тайна сверхдемона)
  - Chojin densetsu Urotsukidoji: Horo hen (Уроцукидодзи 4: Битва сверхдемона)
- Revolutionary Girl Utena (Юная революционерка Утэна)
- Vampire Hunter D (D: Охотник на вампиров)
  - Vampire Hunter D: Bloodlust (D: Жажда крови)
- Vandread (Вандред)
  - Vandread: Second Stage (Вандред: Второй уровень)
- Venus Wars (Война на Венере)
- Windaria: Once Upon a Time (Виндария)
- Wonderful days (Фантастические дни)
- Yoma (Йома: Посланцы царства тьмы)